# Kia Retona
La Kia Retona è un'autovettura prodotta dalla casa automobilistica coreana Kia Motors a partire dal 1997 al 2001.

## Descrizione
Basata sullo stesso telaio della Kia Sportage, la Retona è la versione civile del KM131, un veicolo militare dell'esercito coreano. Il nome Retona sta per "Return to Nature". 
Presentato per la prima volta nel 1997 come successore dell'Asia Rocsta, inizialmente era disponibile nella sola variante con motore turbodiesel a quattro cilindri da 2,0 litri da 64 kW abbinato a un cambio manuale a cinque velocità. A metà del 2000, venne introdotta una unità a benzina con la stessa cilindrata da 100 kW.